# San Quentin állami börtön
A San Quentin Állami Börtön a Kaliforniai Büntetés-végrehajtási és Rehabilitációs Minisztérium állami férfibörtöne, amely San Franciscótól északra, a Marin megyei San Quentin településen található.
Az 1852 júliusában megnyitott, a rabok által "Arénának" nevezett San Quentin börtön Kalifornia legrégebbi börtöne. Itt található az  Egyesült Államok legnagyobb férfi elítélteket befogadó siralomháza, amely egyedüli az államban. Rendelkezik ugyan gázkamrával is, de 1996 óta az intézményben a kivégzéseket injekcióval hajtják végre, bár 2006 óta nem történt kivégzés. A börtön szerepelt már filmben, rádiós játékban, videóban, podcastban és televízióban, sok könyv témája, koncerteket is rendeztek itt, és számos hírhedt elítéltnek adott otthont.

## Története
Bár a környéken számos várost és települést római katolikus szentekről neveztek el, és a "San Quintín" magyarul Szent Quentint jelent aki más néven Amiens-i Quentin, ókeresztény szent volt, de a börtön nem a szentről kapta a nevét.  A terület, amelyen található, Point Quentin, a nevét egy Quentín nevű Coast Miwok törzsbéli harcosról kapta, aki Chief Marin alatt harcolt, és aki ezen a helyen esett fogságba.
1851-ben nyílt meg Kalifornia első börtöne, ami egy 268 tonnás fahajó volt, a Waban, amely a San Francisco-öbölben horgonyzott, és 30 elítélt befogadására volt berendezve. Egy sor spekulatív telekügylet és egy jogalkotási botrány után, a Wabanon elhelyezett rabokkal építtették meg az akkori San Quentint, amely "1852-ben nyílt meg 68 elítélttel." A börtönben 1854-ben épített tömlöc Kalifornia legrégebbi fennmaradt társadalmi munkások által készített építménynek számít.
A San Quentin egyik figyelemre méltó vezetője volt például Clinton Duffy börtönigazgató 1940 és 1952 között. Duffy az ellentmondások embere volt. A nyilvánosság előtt meglehetősen pozitív volt a személyisége, mivel friss meglátásaiból táplálkozott a börtönstruktúra átszervezése és a börtönirányítás reformja során. Duffy előtt a San Quentinben évekig tartó erőszak, embertelen büntetések és a foglyokkal szembeni polgárjogi visszaélések uralkodtak. Az előző igazgatót lemondásra kényszerítették. Duffy elbocsátotta a vétkes börtönőröket, és reformként könyvtárost, pszichiátereket és több sebészt alkalmazott a börtönben. Duffy sajtóügynöke nagyszabású reformokat hozott nyilvánosságra, azonban a San Quentin továbbra is brutális börtön maradt, ahol a foglyokat továbbra is ütötték-verték. 1944-ben betiltották a kínzást, mint engedélyezett kihallgatási módszert a San Quentinben. 1941-ben az Anonim Alkoholisták első börtöngyűlésére San Quentinben került sor, ennek emlékére az AA Nagy Könyvének 25 milliomodik példányát a kanadai Ontarióban, Torontóban megrendezett Anonim Alkoholisták Nemzetközi Kongresszusán átadták a San Quentin-i Jill Brownnak. 1947-ben Duffy börtönigazgató felvette Herman Spectort a San Quentin-i börtön igazgatóhelyettesének. Spector visszautasította az igazgatóhelyettesi felkérést, és inkább a vezető könyvtárosi állást választotta, ha bevezetheti az olvasásról szóló elméleteit, mint a pro-szociális viselkedést ösztönző programot. 1955-ben Spectorral már könyvtári folyóiratokban közöltek interjúkat, és azt javasolta, hogy a börtönkönyvtár jelentősen hozzájárulhat a rehabilitációhoz. A börtön étkezőjét hat darab 6,1 méteres, szépiaszínű, Kalifornia történelmét ábrázoló falfestmény díszíti. Ezeket Alfredo Santos, egykori elítélt heroin díler és sikeres művész festette 1953-1955-ös bebörtönzése alatt.
Lawrence Singleton, aki megerőszakolt egy tizenéves lányt és levágta az alkarját, 1987 és 1988 között egy évet töltött feltételesen szabadlábon egy lakókocsiban a San Quentin területén, mert a kaliforniai városok nem fogadták el feltételesen szabadlábra helyezettként. 1992 és 1997 között a börtönben "kiképzőtábort" tartottak, amelynek célja "az első alkalommal elkövetett, nem erőszakos bűncselekmények rehabilitációja" volt; a programot megszüntették, mert nem csökkentette a visszaesést és nem takarított meg pénzt.
Egy 2005-ös bírósági jelentés megállapította, hogy a börtön "régi, elavult, piszkos, rosszul felszerelt, rosszul karbantartott, nem megfelelő orvosi helyiségekkel és berendezésekkel és túlzsúfolt." Még abban az évben az igazgatót kirúgták, mert "fegyelmi eljárással fenyegetett egy orvost, aki ügyvédekkel beszélt a börtön egészségügyi ellátásával kapcsolatos problémákról." 2007-re egy új baleseti központ nyílt a börtönben, és egy új, 175 millió dolláros orvosi komplexumot terveztek. 2020-ban a börtön a COVID-19 járvány kitörésének egyik központjává vált, miután a kaliforniai Chino városában található kaliforniai férfi intézetből egy csoport foglyot áthelyeztek San Quentinbe. Az első jelentések szerint a San Quentin tisztviselőinek azt mondták, hogy az új rabok tesztje mind negatív volt; azonban csak keveseket vizsgáltak meg ténylegesen. Június 22-ig legalább 350 elítélt és a személyzet tagjainak tesztje volt pozitív, amit egy szövetségi bíró a politika "jelentős kudarcának" nevezett.

### Programok
- Prison to Employment Connection, A Better Way Out – Ezt a programot a San Quentin állami börtön azon elítéltjeinek kínálja, akik közel vannak a szabadulásuk időpontjához, vagy akiknek a szabadlábra helyezési meghallgatását tervezik. A szigorú, 14 hetes foglalkoztatási felkészítő program sikeres elvégzése után a fogvatartottak meghívást kapnak egy munkáltatói napra. A potenciális munkaadók (PEC partnerek) elmennek a börtönbe, hogy interjút készítsenek a rabokkal, átnézzék az önéletrajzukat, és útmutatást és támogatást nyújtsanak a szabadulás utáni potenciális munkavállaláshoz.[23]
- VVGSQ – Vietnam Veterans Group San Quentin – Bár a csoport már egy ideje nem ülésezett, a név hivatalosan 1987. április 7-én alakult. 1988-ban indították el az éves karácsonyi játékosztást, játékokat adtak a látogató gyerekek számára. 1989-ben elindították az éves ösztöndíjalapot a középiskolák végzős diákjai számára. Az idejüket pénzgyűjtéssel töltik, és 1987 óta több mint 80 000 dollárt adományoztak a közösségnek.[24]
- A The Last Mile 2011-ben indult Chris Redlitz (vállalkozó és kockázati tőkebefektető) kezdeményezésére. A program célja, hogy erőforrásokat és mentorálást nyújtson a fogvatartottaknak, hogy segítse őket a technológiai startup-vállalkozásban való eligazodásban, és csökkentse a visszaesés arányát.[25]
- A San Quentin Drámai Műhely 1958-ban indult a börtönben, miután az előző évben előadták a Godot-ra várva című darabot.[26]
- A San Quentin SQUIRES ("San Quentin Utilization of Inmate Resources, Experiences, and Studies") program, amely 1964-ben indult, a beszámolók szerint "a legrégebbi olyan program az Egyesült Államokban ami a fiatalkorúak tudatosságát célozza".[27][28] A program keretében a börtönben a rabok kapcsolatba lépnek a problémás fiatalokkal azzal a céllal, hogy visszatartsák őket a bűnözéstől, és 1978-ban készült róla egy dokumentumfilm, a Squires of San Quentin. 1983-ban egy randomizált, kontrollált tanulmányt tettek közzé, amely szerint a program nem eredményezte a bűnözés általános csökkenését. 2008-ban azonban még működött a program.[28][29]
- Az 1920-as évek óta a San Quentin-i rabok baseballozhatnak. 1994-től kezdve a fogvatartottak a börtönön kívüli játékosok ellen is játszanak.[30][31] A mérkőzésekre hetente kétszer kerül sor a nyár folyamán.[32] Az eredetileg Kalózok nevet viselő rabok csapata a San Francisco Giants tiszteletére,[31] amely a csapat számára mezeket adományozott, a "Giants" nevet kapta.[32][33] Később egy második csapat is indult, az Athletics, amely az Oakland Athletics után kapta a nevét.[34] A külső játékosok csapata a " Willing" nevet kapta. A bírók és a szurkolók ugyan rabok, de az edzők önkéntesek.[32][33] Bár egyesek megkérdőjelezik a börtönben tartott baseballmeccsek megfelelőségét, a tisztviselők úgy vélik, hogy "a szervezett sport egy jó módja annak, hogy a rabokat lefoglalják, és talán megtanítanak néhány leckét a másokkal való boldogulásra."[32]  Ezeket a meccseket részletesen bemutatták egy 2006. június 20-i Real Sports with Bryant Gumbel epizódban és több más dokumentumfilmben.[30]
- A San Quentinben van az egyetlen főiskolai diplomát adó program Kalifornia teljes börtönrendszerében, ami 1996-ban indult, és amelyet jelenleg a Prison University Project működtet.
- A No More Tears Program, amelyet bebörtönzött férfiak alapítottak a San Quentinben, és aminek társalapítói is szintén bebörtönzött férfiak. Ez a program elkötelezett a közösségen belüli erőszak megállítása és az erőszakos gondolkodásmód megváltoztatása mellett. Ezt a programot adományok, önkéntesek és a CDCR segítségével tartják fenn, akik bejárnak a börtönbe, és részt vesznek a műhelymunkákban a fogvatartott férfiakkal. A gondolkodásmód megváltoztatása, válasz az erőszakra. Minden elítélt és önkéntes a program küldetésének megvalósításán dolgozik: megállítani a szeretteik és családtagjaik könnyeit azáltal, hogy elkötelezettek a fiatalok erőszakos cselekmények elkövetésének megakadályozásában.[35]
- A San Quentinben 2003-ban indított Kaliforniai Visszailleszkedési Program "segít a raboknak, hogy büntetésük letöltése után újra bekerüljenek a társadalomba".[36]
- A San Quentin News az egyetlen fogvatartottak által gyártott újság Kaliforniában és a világon is ezen kevesek egyike.[37][38][39]

## Létesítmények
A büntetés-végrehajtási intézet a San Quentin-foknál található, ami egy 432 hektáros terület a San Francisco-öböl északi oldalán. Maga a börtönkomplexum 275 hektárt  foglal el, amelyet egy 2001-es tanulmány 129 millió és 664 millió dollár közötti összegre értékelt.
2020. április 30-án a San Quentinben a tervezett kapacitásának 122,5%-a volt fogva tartva, 3776 fővel.

### A halálsor
A Kaliforniában halálra ítélt férfiakat (néhány kivételtől eltekintve) a San Quentinben helyezik el, míg a halálra ítélt nőket a Chowchillában lévő közép-kaliforniai női intézetben tartják fogva. 2015 decemberében a San Quentinben közel 700 férfi elítéltet tartottak fogva a halálraítéltek egységében, vagyis a "halálsoron". 2001-ben a börtön halálsorát "a nyugati félteke legnagyobbjaként" jellemezték. 2005-ben pedig "az Egyesült Államok legnépesebb kivégzési előcsarnokának" nevezték. 2008-ban Florida és Texas államban kevesebb halálraítélt volt (397, illetve 451), mint San Quentinben.
A San Quentin-i halálsor három részre van osztva: a csendes, északi blokk, vagy "északi szegregátum", amely 1934-ben épült, olyan rabok számára készült, akik "nem okoznak gondot"; a "keleti blokk", egy "omladozó labirintus, amely 1927-ben épült"; és az úgynevezett "alkalmazkodási központ" a "legrosszabbak legrosszabbjainak". A börtön halálraítéltjeinek többsége a keleti blokkban lakik. Az északi blokk negyedik emelete volt a börtön első halálraítélteket befogadó létesítménye, de további halálraítélteket befogadó helyiségek nyíltak meg, miután 1978-ban újraindultak a kivégzések az Egyesült Államokban. A javítóközpont masszív ajtókat kapott, megakadályozva a "lefegyverzést" vagy egyéb támadásokat. 2016-ban nyolcvanegy halálraítéltnek és négy nem halálraítéltnek adott otthont. 2016-ban külön pszichiátriai intézet szolgálja ki az erre szoruló foglyokat. A keleti blokkban egy átalakított zuhanyfülke a vallási szertartásoknak ad otthont. A legtöbb elítélt számára elérhető számos börtönprogram a halálraítéltek számára nem hozzáférhető.
Bár a 2008-2009-es állami költségvetésben 395 millió dollárt különítettek el a San Quentin-i új halálsorra, 2008 decemberében két jogalkotó törvényjavaslatot nyújtott be a finanszírozás megszüntetésére. Az állam egy új halálsor építését tervezte, de Jerry Brown kormányzó 2011-ben törölte ezeket a terveket. 2015-ben Brown a törvényhozástól kért támogatást egy új halálsor megépítésére, mivel a jelenlegi siralomházak kezdtek megtelni. Akkoriban a nem halálraítélt börtönlakók száma folyamatosan csökkent, helyet nyitva a halálraítélteknek. 2015-től a San Quentin-i siralomházban hétszáztizenöt fogoly fér el.

### Ítéletvégrehajtások

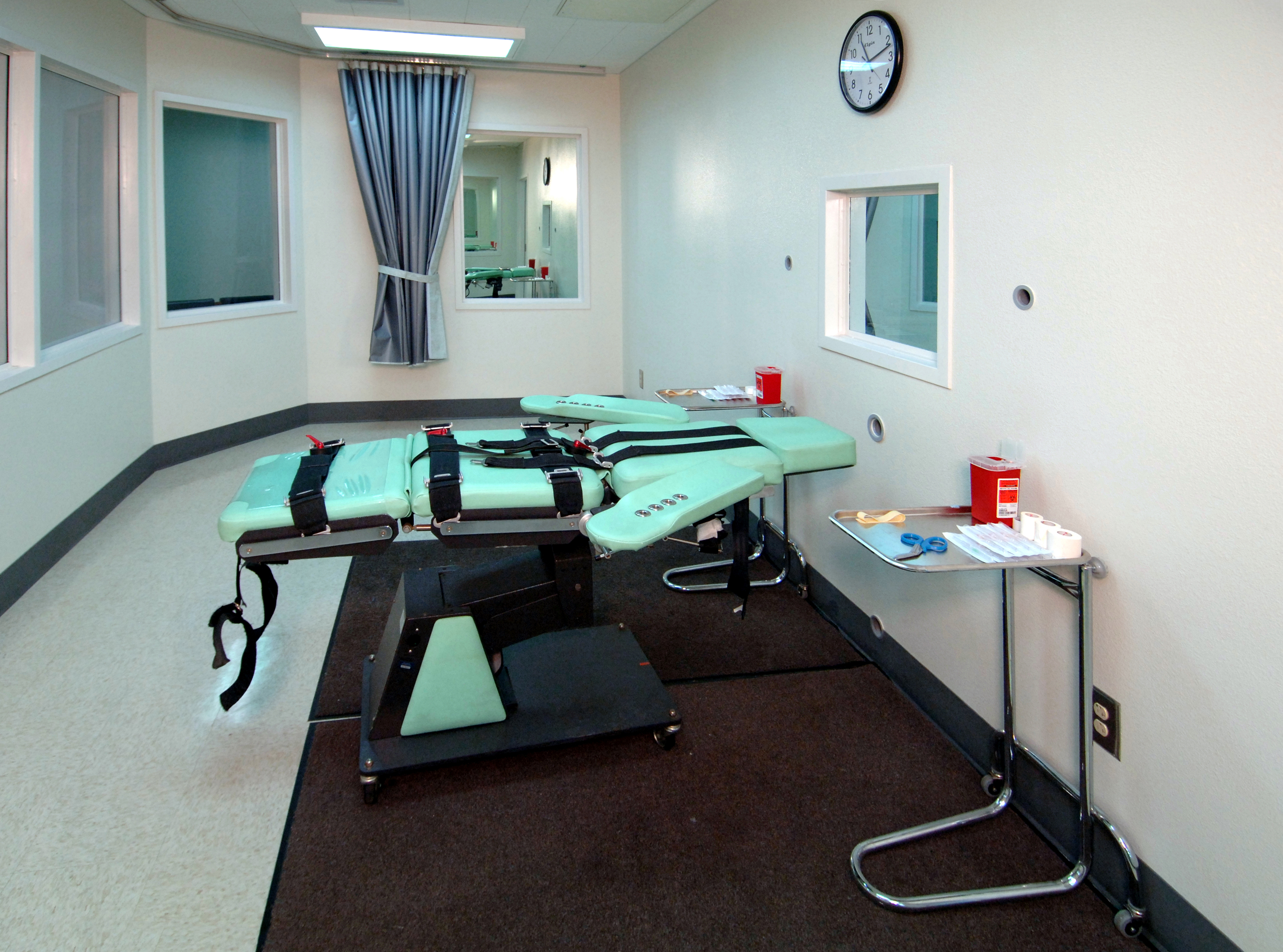
Méreginjekciós terem a San Quentinben

Kaliforniában minden kivégzésre (férfi és női) a San Quentinben kerül sor. A kivégzőkamra a keleti blokkhoz közeli egyemeletes melléképületben található. A Kaliforniában kivégzésre ítélt nőket a kivégzésük előtt busszal szállítják át a San Quentinbe.
A San Quentinben a kivégzési módszerek az idők során sokat változtak. 1893 előtt a megyei hatóságok végezték ki az elítélteket. 1893 és 1937 között kétszáztizenöt embert végeztek ki San Quentinben akasztással, majd százkilencvenhat elítélt halt meg a gázkamrában. 1995-ben a gáz kivégzésre való használatát "kegyetlen és szokatlan büntetésnek" minősítették, ami a gázkamrában történő kivégzések megszűnéséhez vezetett, és a továbbiakban méreginjekcióval hajtották végre az ítéletet. 1996 és 2006 között tizenegy embert végeztek ki San Quentinben méreginjekcióval.
2007 áprilisában a kaliforniai törvényhozási elemző iroda munkatársai felfedezték, hogy a San Quentinben új kivégző kamrát építenek ezért a törvényhozók "azzal vádolták a kormányzót, hogy a projektet eltitkolja a törvényhozás és a nyilvánosság elől." A régi méreginjekciós létesítmény egy négy négyzetméteres injekciós kamrát és egyetlen nézőteret tartalmazott, ellenben az épülő létesítmény viszont egy huszonegy négyzetméteres helyiséget és három nézőteret foglal magában a család, az áldozat és a sajtó számára. Arnold Schwarzenegger kormányzó hamarosan leállította a létesítmény építését. A törvényhozás később jóváhagyott 180 000 dollárt a projekt befejezésére, és így a létesítmény elkészült.
Az állami kivégzések mellett három szövetségi kivégzést is végrehajtottak San Quentinben. Samuel Richard Shockley és Miran Edgar Thompson az Alcatraz-szigeti szövetségi büntetés-végrehajtási intézetben raboskodott, és 1948. december 3-án végezték ki őket itt két börtönőr meggyilkolásáért az Alcatraz-i csata során. Carlos Romero Ochoa megölt egy szövetségi bevándorlási tisztviselőt, miután a kaliforniai El Centro közelében illegális bevándorlók határon való átcsempészésén kapták rajta. A San Quentin-i gázkamrában végezték ki 1948. december 10-én.
Kalifornia 2006-ban leállította a kivégzések végrehajtását, mivel a három hatóanyagot tartalmazó kivégzési protokollt jogi támadások érték. Az állam ekkor úgy döntött, hogy nem támogatja tovább a három hatóanyaggal alkalmazott eljárást, és bejelentette, hogy egy teljesen új, egy hatóanyaggal történő eljárás kifejlesztésével a nulláról kezdi az egészet.
- San Quentin légifelvétele, rajta a lakóegységekkel, az udvarral, az oktatási központtal és a Büntetés-végrehajtási Hatóság létesítményeivel.
- A San Quentin keleti kapuja, a látogatók és önkéntesek elsődleges bejárata.
- A San Quentin Kézműves Bolt, ahol a rabok által készített művészeti alkotásokat árulják. Az eladásokból származó pénzt a rabok jóléti alapjára és a kárpótlásra fordítják.

## Nevezetes rabok

### Élő elitéltek
- Isauro Aguirre és  Pearl Fernandez: Pearl Fernandez 8 éves fiát, Gabrielt megkínozták és megölték. Aguirre-t halálra, Fernandezt pedig életfogytiglani börtönbüntetésre ítélték 2014-ben. Az ügyről készült a Netflix The Trials of Gabriel Fernandez című sorozata.[64]
- Alejandro Avila (született 1971-ben): az 5 éves Samantha Runnion megerőszakolója és gyilkosa. Halálra ítélték 2005-ben.[65]
- Richard Delmer Boyer (szül. 1958): elítélték, mert alkohol és kábítószer hatása alatt halálra késelt egy idős házaspárt. Állítása szerint részben a Halloween II. egyik jelenete hatott rá. Halálra ítélték 1984-ben.[66]
- Luis Bracamontes (született 1970-ben): okmányokkal nem rendelkező bevándorló, aki lelőtt két sacramentói rendőrt, és megsebesített egy civilt és egy harmadik rendőrt. Halálra ítélték 2018-ban.[67]
- Vincent Brothers (szül. 1962): elítélték öt családtagja, köztük három gyermek lelövése és megkéselése miatt. Halálra ítélték 2007-ben.[65]

### Kivégzett elitéltek
- Theodore Durrant: két nő meggyilkolásáért elitélték San Franciscóban. 1898. január 7-én akasztással végezték ki.[68]
- Mose Gibson: egy ember meggyilkolásáért ítélték el, de halála előtt összesen hét gyilkosságot vallott be. Akasztással végezték ki 1920. szeptember 24-én.[69]
- William Edward Hickman: elítélték a 12 éves Marion Parker elrablásáért, megcsonkításáért és meggyilkolásáért. 1928. október 19-én akasztással végezték ki.[70]
- Gordon Stewart Northcott: elítélték három fiú megöléséért a Wineville-i csirketelepi gyilkosságok során, 1930. október 2-án felakasztották.[71]
- Juanita Spinelli: az első nő, akit a San Quentin gázkamrájában végeztek ki 1941. november 22-én.[72]
- Raymond "Rattlesnake James" Lisenba: feleségének meggyilkolásáért ítélték el, ő volt az utolsó ember, akit akasztással végeztek ki Kaliforniában 1942. május 1-jén.[73]
- Sam Shockley és Miran Edgar Thompson: az 1946-os Alcatraz-i csata szökési kísérletében egy őr megöléséért elítélték őket, 1948. december 3-án együtt végezték ki őket a gázkamrában.[74]
- Louise Peete: elítélt gyilkos, gázkamrában végezték ki 1947. április 11-én.[75]
- Billy Cook: Carl Mosser, felesége Thelma, három kisgyermekük és a sofőr Robert Dewey meggyilkosa miatt ítélték el. 1952. december 12-én gázkamrában végezték ki.[76]

## Megjelenése kultúrában

### Televízió
- A San Quentin szerepel az MSNBC Lockup című műsorának, a börtönéletet bemutató dokumentumsorozatában.[77]
- A San Quentin különböző felülnézeti felvételeken jelenik meg a Flash – A Villám és A zöld íjász című sorozataiban, az Iron Heights büntetés-végrehajtási intézet szerepében.

### Film
- A börtön feltűnik több filmben (10 dolog, amit utálok benned), könyvben, sőt játékprogramban is.
- A Warner Brothers 1937-es San Quentin című filmjében Pat O'Brien játszotta az intézet parancsnokát, Humphrey Bogart pedig egy rabot.
- William Beaudine rendezte a San Quentin-i férfiak című filmet (1942) ami szintén a börtönről szól.[78]
- Humphrey Bogart alakította a San Quentinből megszökő karaktert az 1947-es Sötét átjáró című filmben.[79]
- Az 1954-ben készült Duffy of San Quentin című film Clinton Duffy történetét meséli el, aki 1940 és 1952 között a San Quentin fegyház igazgatója volt.[78]
- 1969-ben Woody Allen Fogd a pénzt és fuss című filmjének börtönjeleneteit San Quentinben forgatták.[80]
- A börtön az 1993-as A vér kötelez című film helyszínéül szolgált.
- Az 1997-es Kocka című film főgonoszát Quentint, a börtönről nevezték el.
- A 2013-as Fruitvale Station című filmben a börtönt, amelyben Oscar Grant valódi karaktere ült, egy visszaemlékező jelenet forgatási helyszínéül használták. Statisztaként valódi rabok szolgáltak.[81]
- A 2015-ös Marvel Studios A hangya című filmben a főszereplő Scott Lang / A hangya betörésért kerül börtönbe, majd szabadul a San Quentin fegyházból.
- A 2015-ös Keményítőkúra című filmben Will Ferrell karaktere, James King 6 hónapra a San Quentin fegyházba kerül lőfegyverrel való visszaélés miatt.
- A Marvel Studios 2018-as Venom című filmjében és annak 2021-es folytatásában, ahol a sorozatgyilkos Cletus Kasady (Woody Harrelson) börtönbe kerül. Eddie Brock (Tom Hardy) meglátogatja őt, hogy egy interjúsorozat első részét lefolytassa vele.[82]

### Fellépések és zenei videók
- Johnny Cash countryénekes karrierje során legalább kétszer fellépett a San Quentinben. Az első 1958-ban volt, és a közönség tagjai között volt a fiatal és bebörtönzött Merle Haggard is; Haggardot részben ennek a koncertnek köszönhetően inspirálta a zenei pálya a szabadulása után.[83] Tizenegy évvel később, 1969. február 24-én Cash ismét élő koncertet adott a börtön elítéltjeinek. Az 1969-es koncertet At San Quentin című albumként és Johnny Cash in San Quentin című televíziós dokumentumfilmként adták le. A koncertről származó "A Boy Named Sue" című dal volt Cash egyetlen Billboard Hot 100-as top 10-es slágere, amely a második helyen végzett, és 1970-ben elnyerte a legjobb férfi country énekes előadásért járó Grammy-díjat. A koncert során a "San Quentin" című dal, amely egy elítéltnek a börtön iránti utálatáról szól, olyan lelkes visszhangot kapott, hogy Cash azonnal ráadást játszott.[84]
- 1990-ben B. B. King a börtönben vette fel a Live at San Quentin című felvételt, amely 1991-ben Grammy-díjat nyert a legjobb tradicionális bluesalbum kategóriában.[85]
- 1957. november 19-én a San Francisco Actors Workshop előadta a Godot-ra várva című darabot, az 1400 rabból álló közönség aggályai ellenére, hogy nem fogja érteni a darabot, hatalmas ovációt kapott, és a rabokat a darab előadására inspirálta.[86]
- 2003-ban a heavy metal zenekar, a Metallica a San Quentinben forgatta le az azonos című albumról származó "St. Anger" című daluk klipjét, amelyben a börtön számos rabja és biztonsági személyzete is látható, és amelyben az akkor új basszusgitáros, Robert Trujillo először szerepelt, amióta felvették a zenekarba.

## Fordítás
- Ez a szócikk részben vagy egészben  a   San Quentin State Prison című angol Wikipédia-szócikk ezen változatának fordításán alapul.  Az eredeti cikk szerkesztőit annak laptörténete sorolja fel. Ez a jelzés csupán a megfogalmazás eredetét és a szerzői jogokat jelzi, nem szolgál a cikkben szereplő információk forrásmegjelöléseként.